# Atentado em Charsadda de 2016
O Atentado em Charsadda foi um ataque que ocorreu em 20 de janeiro de 2016, quando vários homens abriram fogo na Universidade Bacha Khan (em urdu:  جامعہ باچاخان ‎) em Charsadda, Paquistão, localizado no Distrito Charsadda de Khyber Pakhtunkhwa.
Mais de 20 pessoas foram assassinadas e outras 20 ficaram feridas.
A organização Tehrik-i-Taliban Pakistan foi responsabilizada pelo atentado.